# Wilhelm His (medico 1863)
Wilhelm Junior His (Basilea, 29 dicembre 1863 – Riehen, 10 novembre 1934) è stato un medico svizzero.

## Biografia
Figlio di Wilhelm His Sr., fu docente a Lipsia, Basilea, Gottinga e Berlino.
A lui si devono la scoperta della febbre di His e del fascio di His, più correttamente  Fascio di Paladino - His , dal nome dei due scopritori.